# Papuga maurytyjska
Papuga maurytyjska (Lophopsittacus mauritianus) – gatunek dużego wymarłego ptaka z rodziny papug wschodnich (Psittaculidae). Występowała endemicznie na Mauritiusie. Pokrewieństwa z innymi gatunkami nie są pewne, klasyfikowana jest jednak w plemieniu Psittaculini wraz z innymi maskareńskimi papugami. Mogła być blisko spokrewniona z papugą rodrigueską (Necropsittacus rodricanus), wobec której wykazuje pewne podobieństwa.
Papugi maurytyjskie miały stosunkowo duże głowy, a z czoła wyrastał dobrze widoczny czub. Dziób był stosunkowo duży, podobny rozmiarem do tego u modroary hiacyntowej, i mógł pozwalać papugom rozłupywać twarde nasiona. Szczątki subfosylne wskazują na znaczący dymorfizm płciowy w rozmiarach ciała, największy spośród wszystkich gatunków papug. Dokładna kolorystyka upierzenia jest nieznana, jednak współczesne tym ptakom opisy mówią o wielobarwnym upierzeniu, w tym niebieskiej głowie oraz prawdopodobnie czerwonym ciele i dziobie. Badacze uznają papugi maurytyjskie za ptaki lotne, którym jednak lot przychodził z trudem.
Papugi maurytyjskie były najpierw opisywane jako „indyjskie wrony/kruki” w dziennikach pokładowych holenderskich okrętów począwszy od 1598. Znane są jedynie pobieżne opisy oraz trzy ilustracje. Naukowego opisu dokonano po raz pierwszy w 1866 na podstawie holotypu w postaci subfosylnej żuchwy. Nie łączono nowo opisanego taksonu z papugą maurytyjską do czasu odkrycia szkicu z 1601, który pasował do starych opisów. Papugi maurytyjskie wymarły w XVII wieku wskutek nałożenia się trzech czynników: wycinki lasów, drapieżnictwa ze strony gatunków inwazyjnych i najprawdopodobniej też odłowu.

## Taksonomia

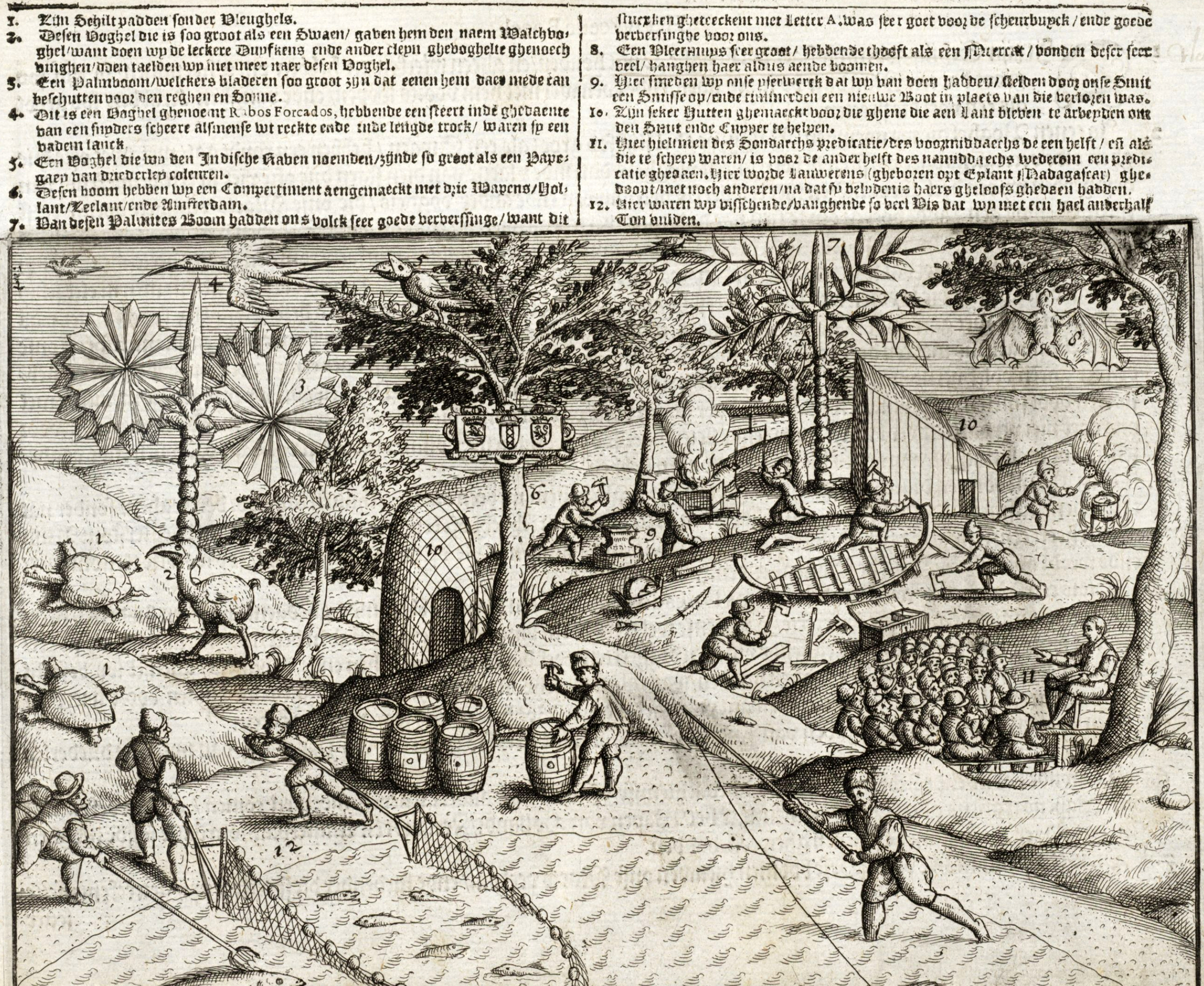
Drzeworyt z 1601 jest pierwszym znanym przedstawieniem papugi maurytyjskiej. W legendzie podano: 5. to ptak, którego nazywamy Indyjską Wroną [lub Indyjskim Krukiem], tak duży jak papużka, różnokolorowy

Najstarsze znane opisy papug maurytyjskich wyszły spod pióra niderlandzkich podróżników uczestniczących w 1598 w wyprawie do Indonezji pod dowództwem Jacoba van Necka. Pojawiły się w raporcie opublikowanym w 1601, który zawierał również pierwszą ilustrację z wizerunkiem tej papugi, razem z pierwszym wizerunkiem dodo. Żeglarze, którzy odwiedzali Mauritius, klasyfikowali papugi maurytyjskie poza grupą papug i nazywali je Indische ravens, tłumaczone zarówno jako „indyjskie kruki”, jak i „indyjskie wrony”. Przy tym nie podawali użytecznych informacji, co utrudniało badanie zawartości ich dzienników.
Angielski przyrodnik Hugh Edwin Strickland w 1848 przypisał indyjskiego kruka do rodzaju dzioborożców Buceros, uznając wyrostek na czole widoczny na rysunku z 1601 za róg. Holendrzy i Francuzi w XVII wieku określali również południowoamerykańskie ary jako „indyjskie kruki/wrony”, natomiast w Indiach Wschodnich osoby posługujące się językami: niderlandzkim, francuskim i angielskim nazywały tak dzioborożce. Thomas Herbert w 1634 odniósł się do papug maurytyjskich jako do „cacatoes” (kakadu), pisząc o nich jako o ptakach podobnych do papag [oryg. bł. „Parrats”], dzikich i nieustraszonych, jednakże przyrodnicy nie wiedzieli, że chodziło mu o te same ptaki. Nawet po odnalezieniu szczątków subfosylnych francuski zoolog Émile Oustalet twierdził, że „indyjskie kruki/wrony” to dzioborożce, których szczątki czekają na odkrycie. Maurytyjski ornitolog przychylał się do tej koncepcji jeszcze w 1993. Na Mauritiusie nigdy nie odnaleziono szczątków dzioborożców i – z wyjątkiem wymarłego gatunku z Nowej Kaledonii – nie występują na oceanicznych wyspach.
Pierwszym fizycznym śladem istnienia papug maurytyjskich była subfosylna żuchwa zebrana wraz z pierwszymi kośćmi dodo na bagnie Mare aux Songes. Angielski biolog  Richard Owen opisał tę żuchwę w 1866 i określił, że należała do dużej papugi, dla której ukuł nazwę Psittacus mauritianus i nazwę zwyczajową „broad-billed parrot”. Ten holotyp zaginął. Krótko po odkryciu dziennika pokładowego okrętu "Gelderland" Holenderskiej Kompanii Wschodnioindyjskiej w 1868 niemiecki ornitolog Hermann Schlegel zbadał zawarty w nim niepodpisany szkic. Zdawszy sobie sprawę, że rysunek – którego autorstwo przypisuje się Jorisowi Joostenszowi Laerle – przedstawia papugę opisaną przez Owena, Schlegel połączył wizerunek ptaka z opisami ze starego dziennika. Jako że kości i czub tych papug odstawały znacząco od znanych papug Psittacus, w 1875 angielski zoolog Alfred Newton utworzył dla papugi maurytyjskiej nowy, monotypowy rodzaj – Lophopsittacus. Lophos z greckiego oznacza „czub”, u tej papugi obecny na czole, a psittakos – „papugę”.
W 1973 angielski ornitolog Daniel T. Holyoak, opierając się o szczątki pozyskane przez Louisa Etienne Thirioux na początku XX wieku, umieścił w rodzaju Lophopsittacus niewielką papugę znaną ze szczątków subfosylnych, którą nazwał Lophopsittacus bensoni. W 2007 opierając się na porównaniu szczątków subfosylnych i połączeniu uzyskanych informacji z XVII- i XVIII-wiecznymi opisami małych szarych papug, Julian Pender Hume przeniósł ten takson do rodzaju Psittacula i nazwał „Thirioux's grey parrot” (aleksandretta szara, P. bensoni). W 1967 James Greenway spekulował, czy opisy szarych maurytyjskich papug mogą odnosić się do papug maurytyjskich.

### Ewolucja

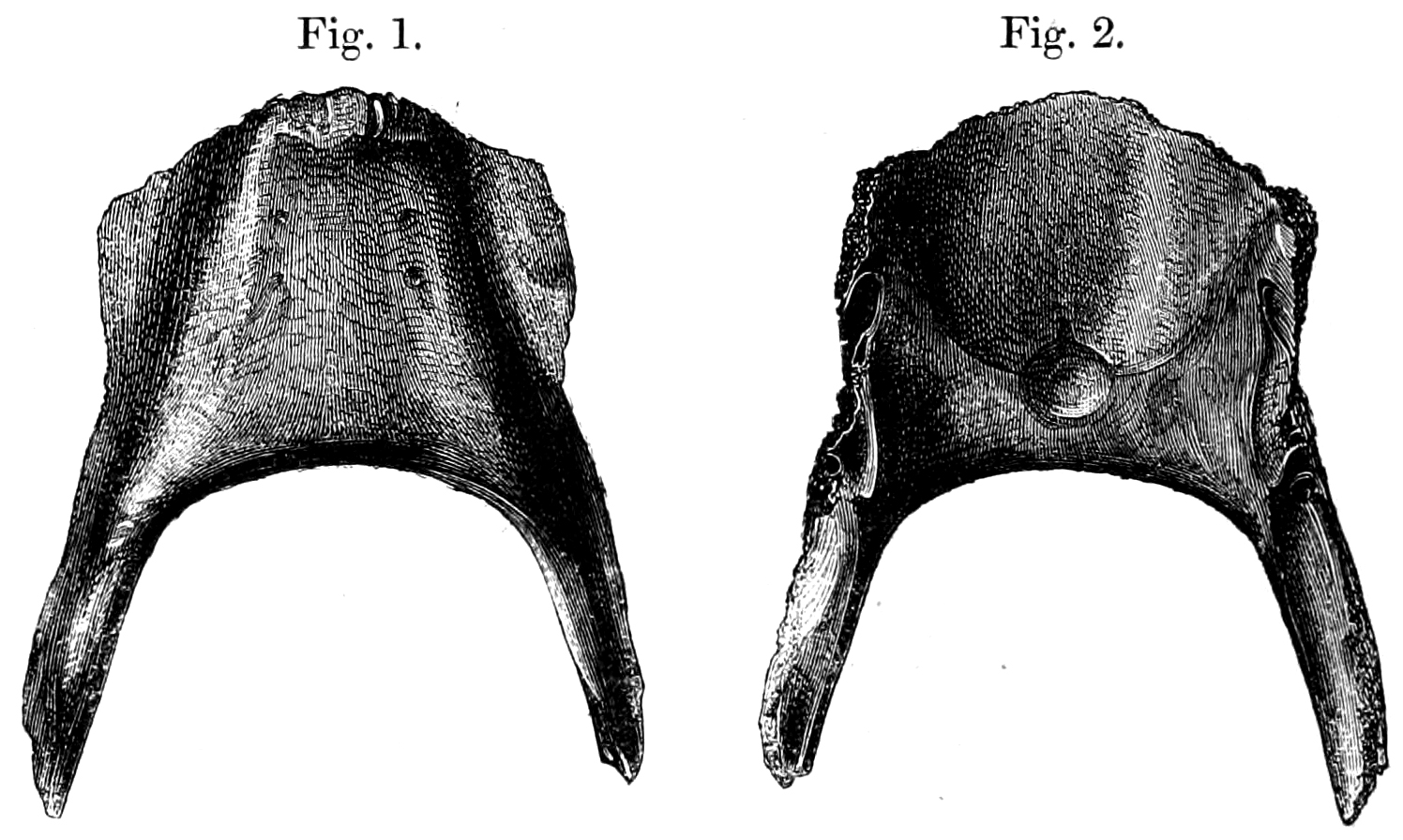
Litografia przedstawiająca subfosylną żuchwę, 1866 (współcześnie zagubiona)

Pokrewieństwo papugi maurytyjskiej z innymi taksonami jest nieznane. Biorąc pod uwagę duży dziób i inne cechy osteologiczne, Edward Newton i Hans Gadow w 1893 uznali tę papugę za blisko spokrewnioną z papugą rodrigueską (Necropsittacus rodricanus). Nie byli w stanie ustalić, czy papugi przynależały do tego samego rodzaju, jako że czub występował z pewnością tylko u papug maurytyjskich. W 1987 brytyjski ornitolog Graham S. Cowles określił ich czaszki jako zbyt odmienne, by zachodziło bliskie pokrewieństwo między tymi gatunkami.
Wiele maskareńskich ptaków, w tym dodo, wywodzi się od południowoazjatyckich przodków, toteż Julian Hume zaproponował takie założenie dla wszystkich papug. Poziom wody w ocenie w plejstocenie był niższy niż w holocenie, stąd zwierzęta mogły kolonizować ówcześnie mniej odizolowane wyspy. Mimo że większość wymarłych maskareńskich papug jest słabo znana, szczątki subfosylne wskazują na podobieństwa między nimi, jak stosunkowo duże głowy i dzioby, zredukowane kości obręczy kończyny górnej i mocna budowa kości kończyn dolnych. Hume sugerował, że mogą pochodzić z tej samej radiacji w obrębie plemienia Psittaculini. Przypuszczenia oparł na teoriach związanych z cechami morfologicznymi i fakcie, że papugi Psittacula skolonizowały wiele innych wysp Oceanu Indyjskiego. Papugi Psittaculini mogły kolonizować te tereny kilkukrotnie, albowiem wiele z gatunków jest tak wyspecjalizowanych, że mogły ewoluować już wcześniej na wyspach powstających w obrębie plam gorąca.

## Morfologia i anatomia

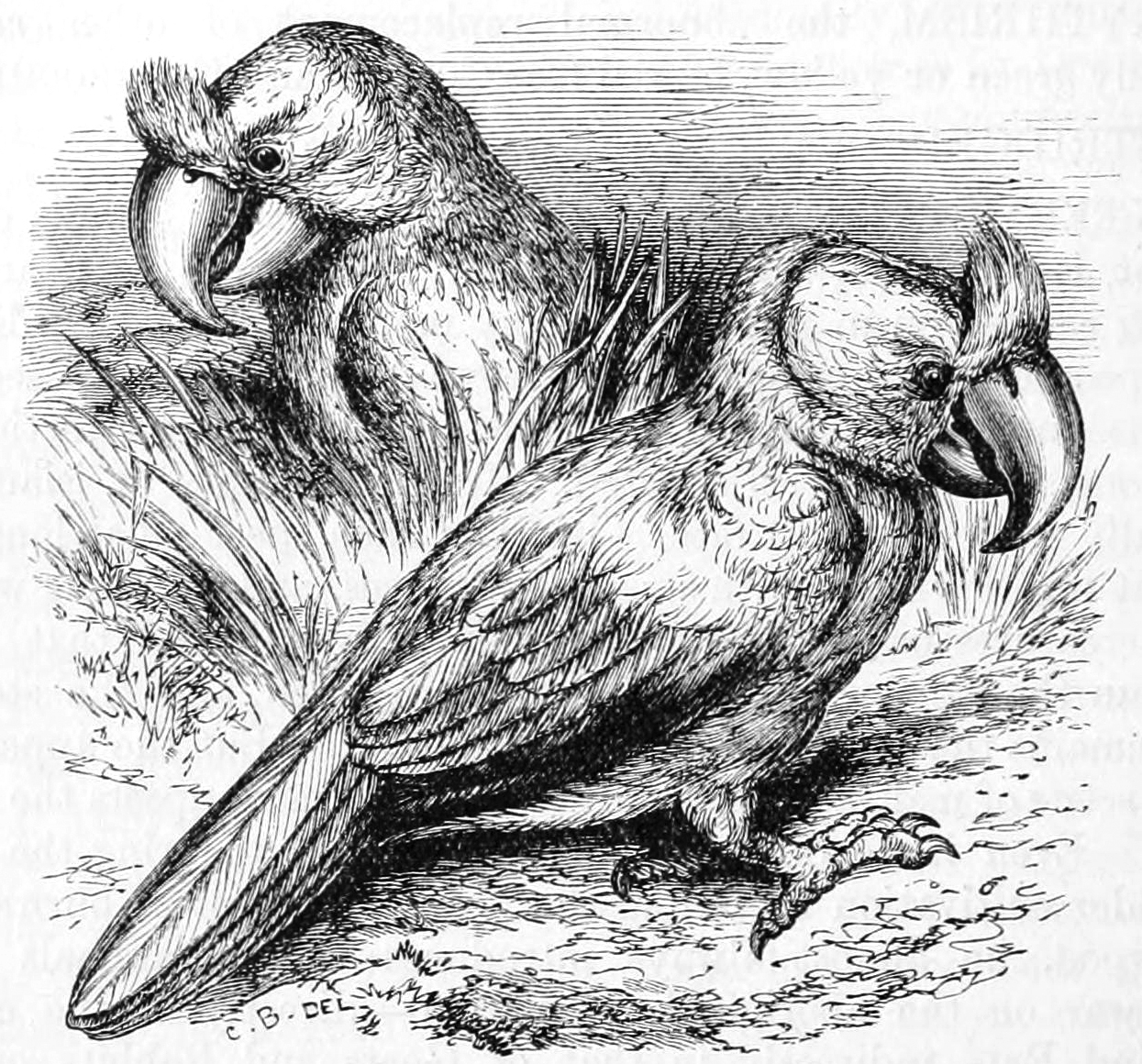
Artystyczna adaptacja szkicu z dziennika pokładowego okrętu Gelderland, 1896

Papugi maurytyjskie miały wyróżniający się w sylwetce czub na czole. Grzebienie na czaszce wskazują, że był on mocno przytwierdzony i ptak nie był w stanie podnosić go i opuszczać, jak to robią kakadu. Szkic z dziennika Gelderland (1601) został w 2003 przeanalizowany przez Hume’a. Szkic wykonany ołówkiem wykończono atramentem, jednak między poszczególnymi wersjami rysunku występują różnice. Ołówkowy szkic przedstawia czub jako pęczek zaokrąglonych piór wyrastający u nasady dzioba, długie pokrywy pierwszorzędowe, duże lotki II rzędu i nieznacznie rozwidlony ogon. Pomiary subfosylnych szczątków znanych przed 1893 wykazały, że żuchwa miała 65 mm szerokości i 65–78 mm długości, kość udowa – 53–53 mm długości, kość piszczelowo-stępowa – 88–99 mm, a skok – 35 mm. W odróżnieniu od innych maskareńskich papug u papug maurytyjskich czaszka była spłaszczona.
Na podstawie badań na szczątkach subfosylnych ustalono, że występował dymorfizm płciowy – samce były większe, liczyły około 55–65 cm długości, samice zaś – 45–55 cm. Głowy i dzioby cechowały podobne dysproporcje. Dymorfizm płciowy przejawiający się w zmiennych rozmiarach czaszek papug maurytyjskich jest największym znanym wśród papug, podobnie jak dymorfizm płciowy widoczny w anatomii ogółem. Różnice w wielkości kości kończyn oraz pozostałych części ciała są słabiej zaznaczone. Być może właśnie ten dymorfizm był powodem widocznej rozbieżności w wymiarach ptaków na szkicu z 1601. Pochodzący z 1602 opis Reyera Cornelisza tradycyjnie uznawano za jedyną współczesną wzmiankę o dymorfizmie płciowym u papug maurytyjskich, jako że wspominał o „dużych i małych indyjskich krukach”. Pełną transkrypcję tekstu Cornelisza opublikowano w 2003, wykazując przy tym, że w anglojęzycznym tłumaczeniu źle postawiono przecinek. „Duże i małe” odnosiło się do „field hens”, czyli najpewniej chruścielowców rdzawych i mniejszych, nieopisanych dotąd chruścieli (ang.: Sauzier's wood rail).

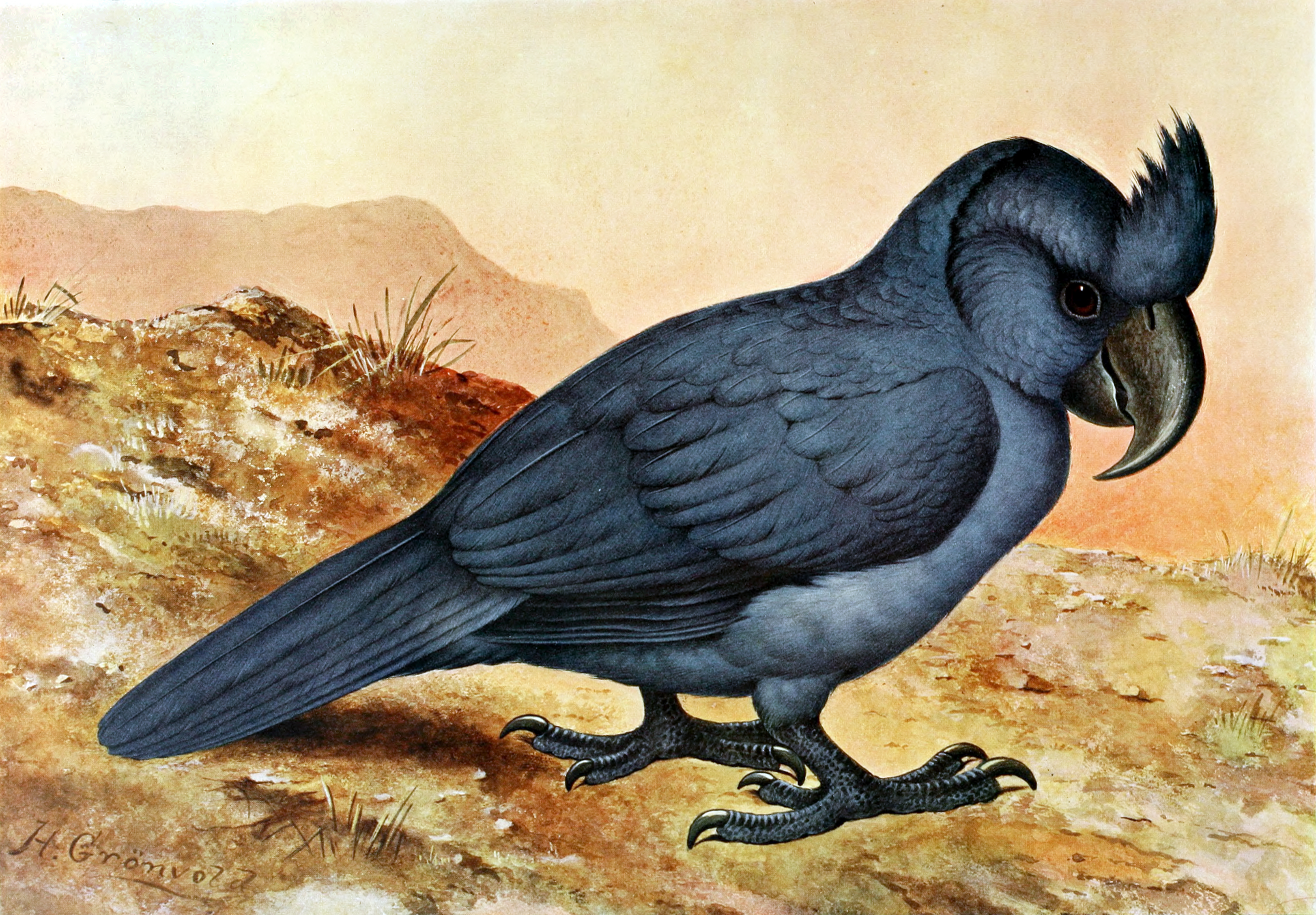
Rekonstrukcja z 1907 (autor: Henrik Grönvold) oparta na szkicu z dziennika pokładowego okrętu Gelderland. Ukazuje ptaka jako całkowicie niebieskiego, co może być niezgodne z rzeczywistym upierzeniem

Pojawiły się wątpliwości dotyczące kolorystyki upierzenia papug maurytyjskich. Raport z podróży van Necka, opublikowany 3 lata po jej zakończeniu w 1601, obok pierwszej w historii ilustracji zawiera informację o „dwóch lub trzech kolorach”. Ostatni opis tych papug, a zarazem jedyny wspominający konkretne barwy, był autorstwa Johanna Christiana Hoffmana i pochodził z lat 1673–75:

Są tu też gęsi, flamingi, trzy gatunki gołębi o różnych barwach, pstre i zielone papużki [oraz] czerwone wrony z wygiętymi dziobami i niebieskimi głowami, które z trudem latają i z niderlandzkiego otrzymały przydomek „indyjskich wron”

Mimo wzmianki o kilku barwach autorzy tacy jak Walter Rothschild twierdzili, że w dzienniku Gelderland opisano papugi maurytyjskie jako całkowicie niebieskoszare i tak też przedstawiono je w dziele Extinct Birds (1907) Rothschilda. Późniejsza analiza treści dziennika przez Juliana Hume’a wskazała jedynie na opis dodo. Hume zasugerował, że inaczej narysowana „maska” po bokach głowy mogła przedstawiać inną barwę. Głowa z pewnością była niebieska. W 2007 Hume przedstawił opinię, jakoby dziób miał być czerwony, a reszta upierzenia szarawa lub czarniawa, co zdarza się u innych papug z plemienia  Psittaculini.
W 2015 ukazał się przekład pochodzących z lat 60. XVII raportów Johannesa Pretoriusa dotyczących jego pobytu na Mauritiusie. Opisał papugi maurytyjskie jako „nadzwyczajnie piękne”. Hume ponownie zinterpretował opis Hoffmana dochodząc do wniosku, że papugi maurytyjskie mogły być jaskrawo upierzone z czerwonym tułowiem, niebieską głową i czerwonym dziobem. Ilustrację do jego pracy zawierającą takie przedstawienie papug maurytyjskich wykonała Ria Winters. Być może pióra wykazywały się opalizacją, co dawało wrażenie występowania większej ilości barw pod odpowiednim kątem. Sugerowano też dymorfizm płciowy przejawiający się, obok rozmiaru, w upierzeniu – to wyjaśniałoby nieścisłości w dawnych opisach.

## Ekologia i zachowanie

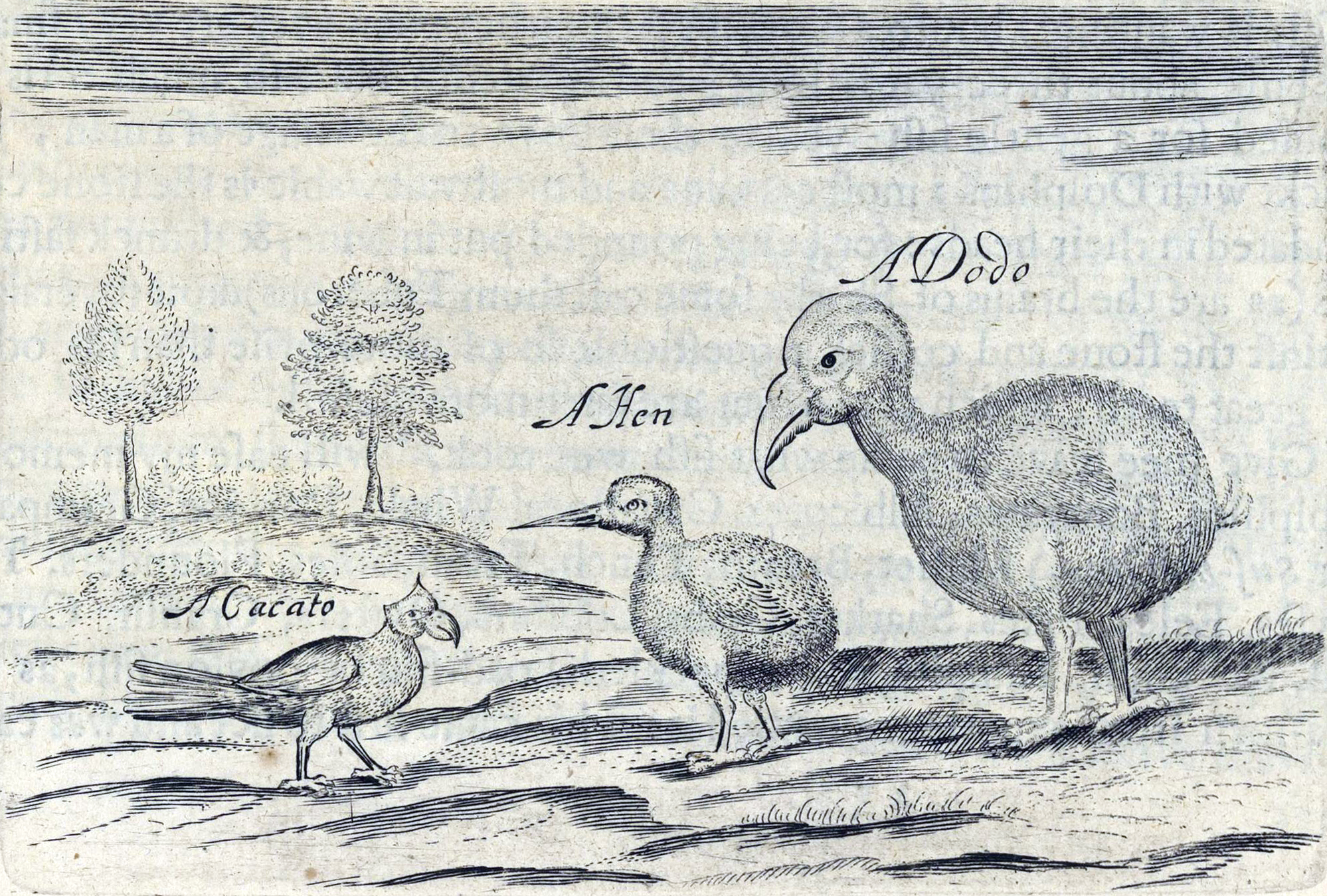
Szkic Thomasa Herberta z 1634 ukazujący papugę maurytyjską, chruścielowca rdzawego i dronta dodo

Johannes Pretorius (przebywający na Mauritiusie od 1666 do 1669) trzymał w niewoli różne współcześnie wymarłe ptaki. O papugach maurytyjskich napisał, że są rzadkie i nielotne, mają „zły charakter” i w niewoli odmawiają jedzenia, w jej obliczu wybierając śmierć.
Choć papugi maurytyjskie mogły słabo latać i żerować na ziemi, ich skok był krótki i mocnej budowy, co wskazuje na nieco nadrzewny tryb życia. Bracia Newton i wielu późniejszych względem nich autorów wnioskowało nielotność tych papug ze szkicu z 1601. Według Hume’a szkic z dziennika pokładowego nie pokazuje jednak stosunkowo szczególnie krótkich skrzydeł. Wydają się być szerokie, jakie często widuje się u ptaków przystosowanych do życia w lesie, natomiast skrzydełko wygląda na duże, typowo dla wolno latających ptaków. Grzebień mostka był zredukowany, jednak nie w stopniu wystarczającym do uniemożliwienia lotu. Nawet nielotne kakapo (Strigops habroptila) ze szczątkowym mostkiem potrafią ślizgać się w powietrzu. Co więcej, opis Hoffmana wskazywał na zdolność lotu (co papugi czyniły z trudem), a pierwsza opublikowana ilustracja przedstawia papugę maurytyjską na drzewie. Papugi maurytyjskie mogły zachowywać się niemal jak nieloty, podobnie jak wymarłe współcześnie (lecz nie w czasach Hoffmana) nestory skalne (Nestor productus).

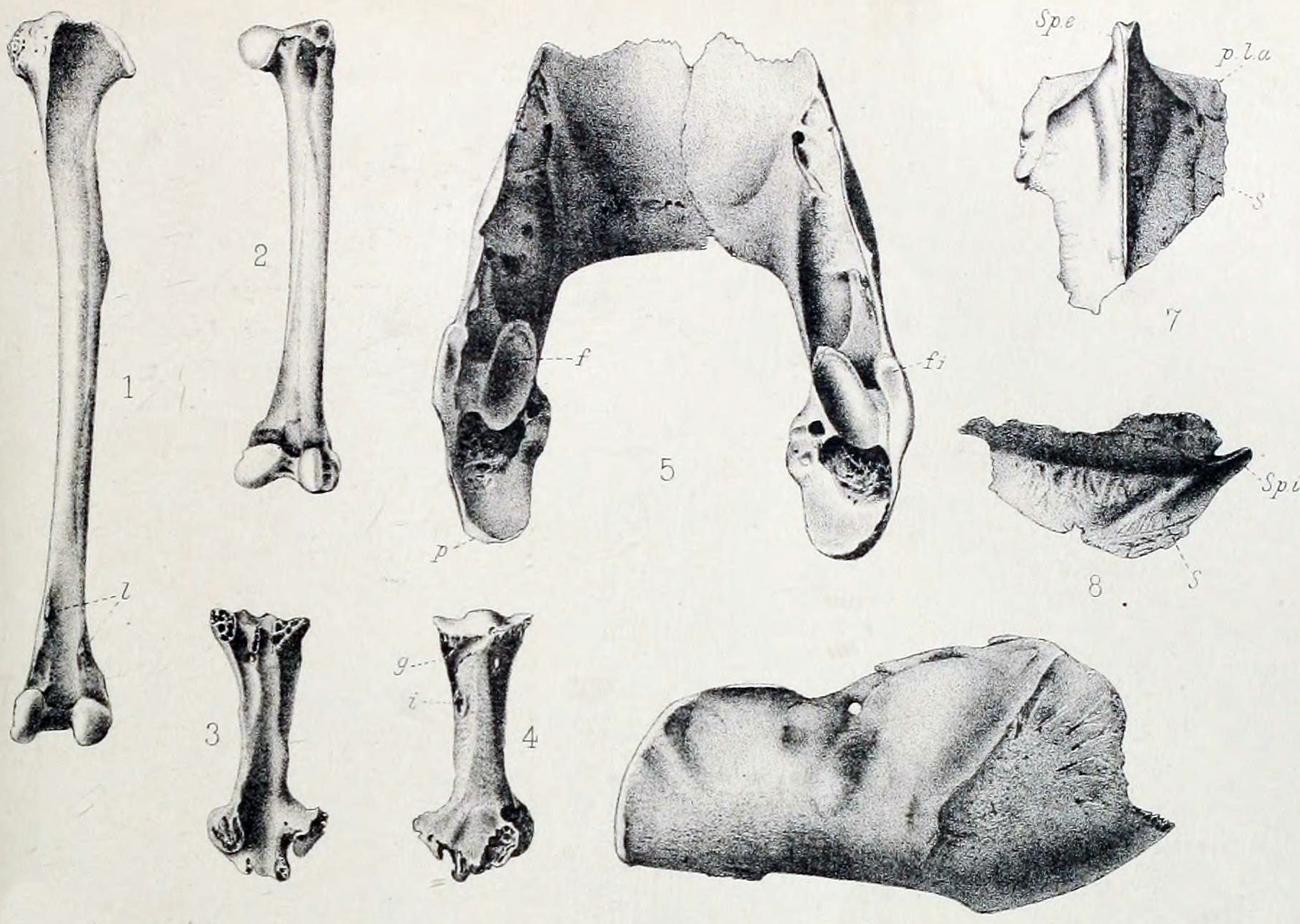
Szczątki subfosylne, w tym kości kończyn dolnych, żuchwa i mostek

Dymorfizm płciowy mógł przekładać się na zachowanie. W tej formie jest powszechny u papug, występuje na przykład u kakadu palmowych (Probosciger aterrimus) i nestorów kaka (N. meridionalis). U papug z tak zaznaczonym dymorfizmem samce i samice preferują pokarm różnych rozmiarów, samce używają dzioba do toków lub dziób ewoluował w przystosowaniu do ról w wychowie młodych. Również rozmiar głowy mógł wpływać na zachowanie, jednak w jaki sposób, pozostaje niejasne.
W 1953 japoński ornitolog Masauji Hachisuka zasugerował, że papugi maurytyjskie mogły prowadzić nocny tryb życia, jak kakapo i papużki żółtobrzuche (Pezoporus occidentalis), dwie żyjące współcześnie naziemne papugi. Nowsze informacje nie wspierają tej tezy, a rozmiar oczodołów papug maurytyjskich jest podobny do tego u papug dziennych. Papugi maurytyjskie odnotowywano w suchej, zawietrznej części Mauritiusu, najłatwiej dostępnej dla ludzi, zanotowano także że ptaki najpospolitsze były u wybrzeży, co wskazuje na większą różnorodność fauny w tym obszarze. Papugi maurytyjskie mogły gniazdować w dziuplach drzew lub między skałami, jak to czynią amazonki kubańskie (Amazona leucocephala). Określenie „indyjska wrona/kruk” wskazywać mogło na ochrypłe dźwięki wydawane przez te papugi, pewne cechy ich zachowania lub po prostu kolorystykę upierzenia. Opis Jacoba Granaeta (1666) wspomina o zwierzętach sympatrycznych względem papug maurytyjskich, możliwe również, że i o zachowaniu:

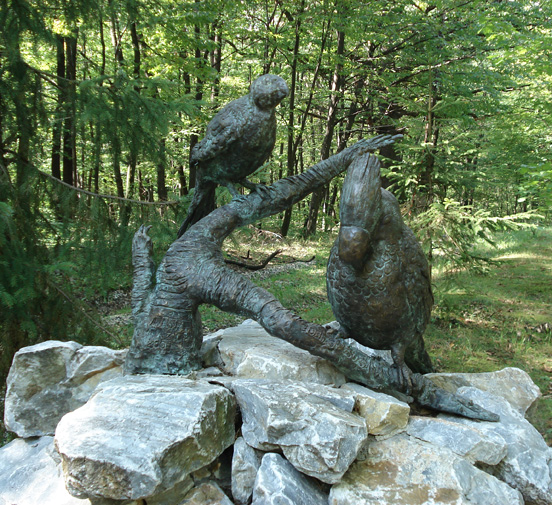
Węgierskie figurki przedstawiające papugę maurytyjską i, również wymarłą, aleksandrettę maskareńską (Psittacula exsul)

W lasach zamieszkują tu papugi, żółwie i inne dzikie gołębie, dokuczliwe i niezwykle duże kruki [papugi maurytyjskie], sokoły, nietoperze i inne ptaki, których nazwy nie znam, nie widziawszy ich wcześniej.

Wiele innych endemitów Mauritiusu wymarło po nadejściu człowieka, stąd ekosystem wyspy jest poważnie naruszony i trudny do odtworzenia. Przed nadejściem ludzi Mauritius całkowicie pokryty był lasami, które współcześnie niemal całkowicie wycięto. Współczesna endemiczna fauna jest nadal poważnie zagrożona.

### Pożywienie

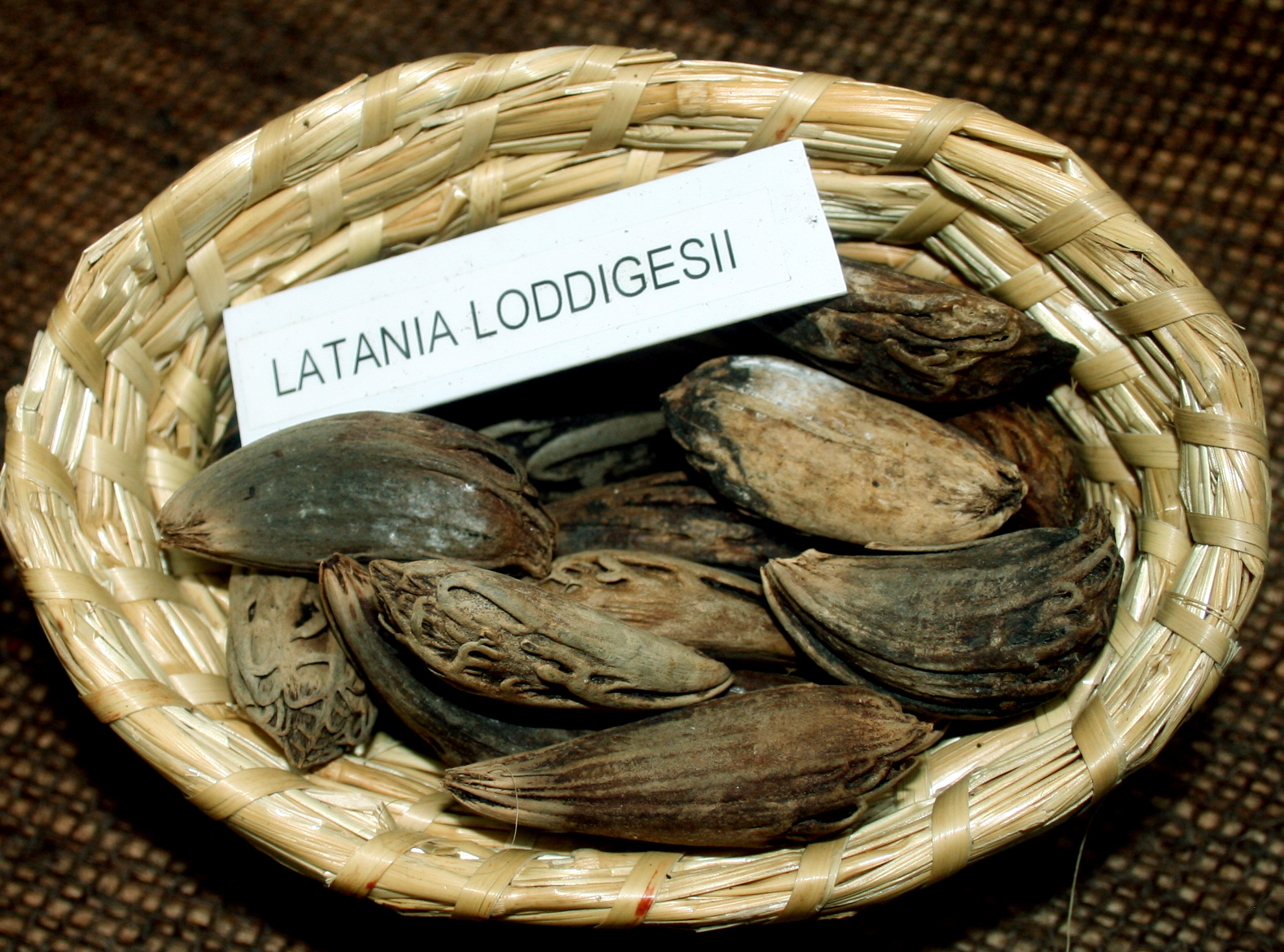
Nasiona latanii sinolistnej (Latania loddigesii) mogły stanowić część diety papug maurytyjskich

Informacji o ekologii papug maurytyjskich dostarczyć może badanie morfologicznie zbliżonych ptaków, jak modroary hiacyntowe (Anodorhynchus hyacinthinus) i kakadu palmowe. Ary z rodzaju Anodorhynchus, przeważnie przebywające na ziemi, żywią się bardzo twardymi orzechami palmowymi. Carlos Yamashita zasugerował, że ary te mogły polegać na wymarłej już południowoamerykańskiej megafaunie, której przedstawiciele zjadali owoce i wydalali nasiona, później zaś na udomowionym bydle. Podobnie w Australazji kakadu palmowe zjadają niestrawione nasiona z odchodów kazuarów. Według Yamashity na Mauritiusie tę samą funkcję spełniały żółwie Cylindraspis  i dodo, a papugi maurytyjskie pozyskiwały od nich oczyszczone w procesie trawienia nasiona. Wiele palm (arekowców) i podobnych do nich maurytyjskich roślin wytwarza twarde nasiona mogące niegdyś być pokarmem papug, między innymi Latania loddigesii, Mimusops maxima, Sideroxylon grandiflorum, Diospyros egrettorium i Pandanus utilis.

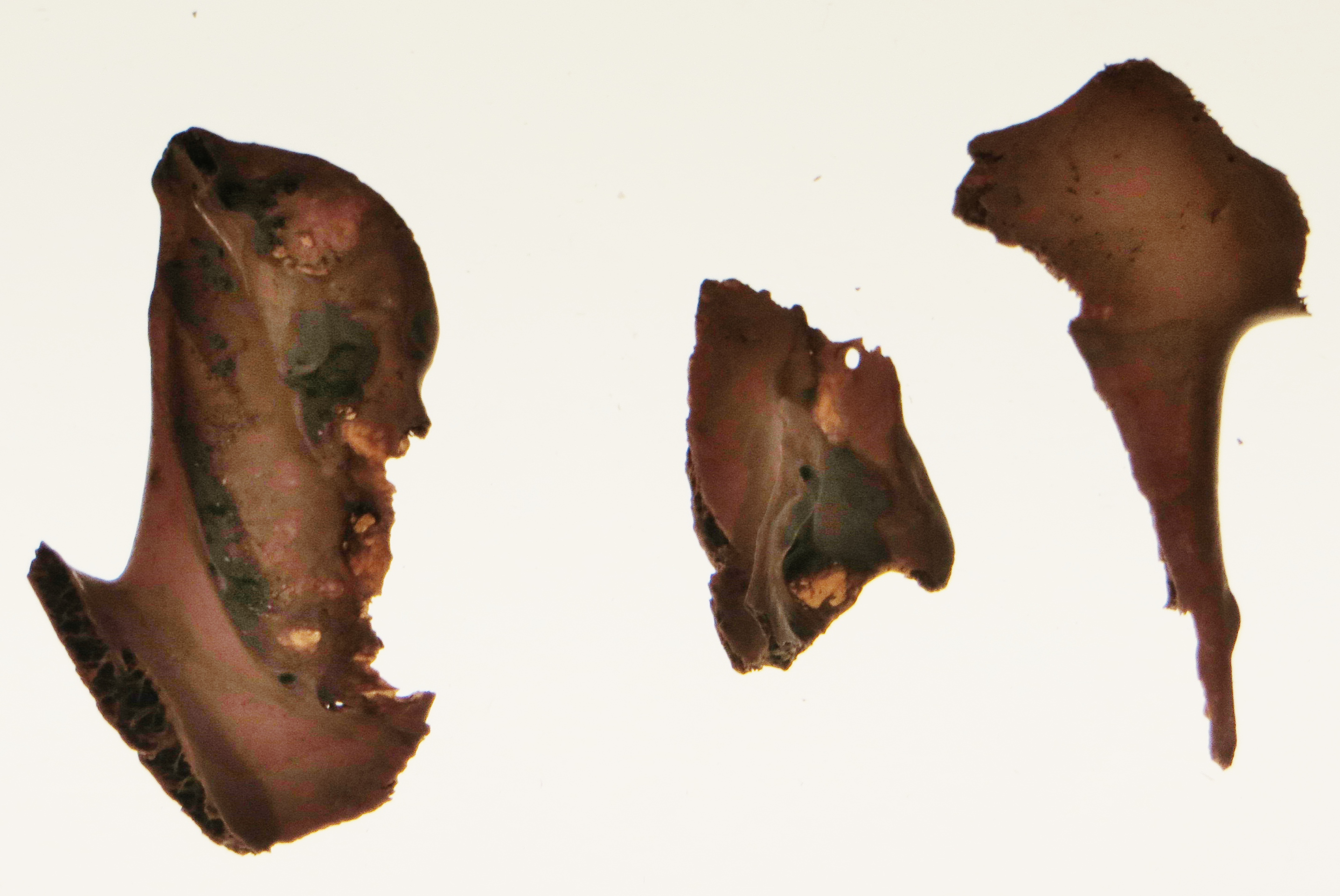
Fragmenty żuchwy w Muzeum Historii Naturalnej w Lejdzie

D. T. Holyoak na podstawie zdjęć rentgenowskich wywnioskował, że żuchwa papug maurytyjskich była słabo zbudowana i pożywieniem tych papug były raczej miękkie owoce. Jako dowód wskazał szeroko rozmieszczone beleczki kostne, szeroką górną szczękę przy wąskich kościach podniebiennych i brak zachowania się górnej szczęki, co wskazuje na jej delikatną budowę. G. A. Smith zaznaczył jednak, że cztery rodzaje papug uznane przez Holyoaka za mające mocne dzioby na podstawie zdjęć rentgenowskich w rzeczywistości mają słabe dzioby (Cyanoramphus, Melopsittacus, Neophema i Psephotus), a wskazane przez niego elementy budowy nie wiążą się z siłą szczęk. Hume wskazał, że anatomia żuchwy papug maurytyjskich była podobna do anatomii żuchwy największych żyjących papug, modroar hiacyntowych, które żywią się twardymi orzechami – i zapewne tak samo postępowały papugi maurytyjskie.

## Wymarcie
Choć Mauritius był odwiedzany w średniowieczu przez arabskie okręty, a w 1507 i 1513 – przez portugalskie, pozostawał jeszcze wtedy bezludny. W 1598 Mauritius został włączony w holenderskie imperium kolonialne i przemianowany na obecnie znaną nazwę na cześć Maurycego Orańskiego. Służył jako punkt zaopatrzenia dla okrętów Holenderskiej Kompanii Wschodnioindyjskiej. Dla holenderskich żeglarzy, którzy od 1598 odwiedzali wyspę, lokalna fauna miała znaczenie głównie kulinarne. Z ośmiu znanych endemicznych papug Mauritiusu współczesności dotrwała tylko aleksandretta krótkosterna (Psittacula echo). Pozostałe wymarły najprawdopodobniej wskutek nadmiernego odłowu i wycinki lasów.
Ze względu na nikłą zdolność lotu, duży rozmiar i prawdopodobną niepłochliwość charakterystyczną dla zwierząt zamieszkujących wyspy (ang. island tameness) papugi maurytyjskie były zapewne łatwą zdobyczą dla żeglarzy odwiedzających Mauritius. Do plądrowania gniazd przyczyniać się mogły wprowadzone makaki krabożerne i szczury. Różne źródła wspominają o agresji tych papug, która może tłumaczyć ich stosunkowo długi opór względem obcych dla wyspy zwierząt. Najpewniej papugi maurytyjskie wymarły do lat 80. XVII wieku, kiedy stanowiące źródło ich pokarmu palmy zostały na dużą skalę wycięte. Inaczej niż w przypadku pozostałych ptaków, które nierzadko były zabierane przez żeglarzy jako zwierzęta towarzyszące, nie ma dowodów, by papugi maurytyjskie transportowano poza Mauritius (żywe czy spreparowane), być może ze względu na społeczne przekonania dotyczące kruków. Zważywszy na to, że papugi te nie chciały jeść czegokolwiek poza ziarnami, nie przeżyłyby podróży.